# Pierre Chareau

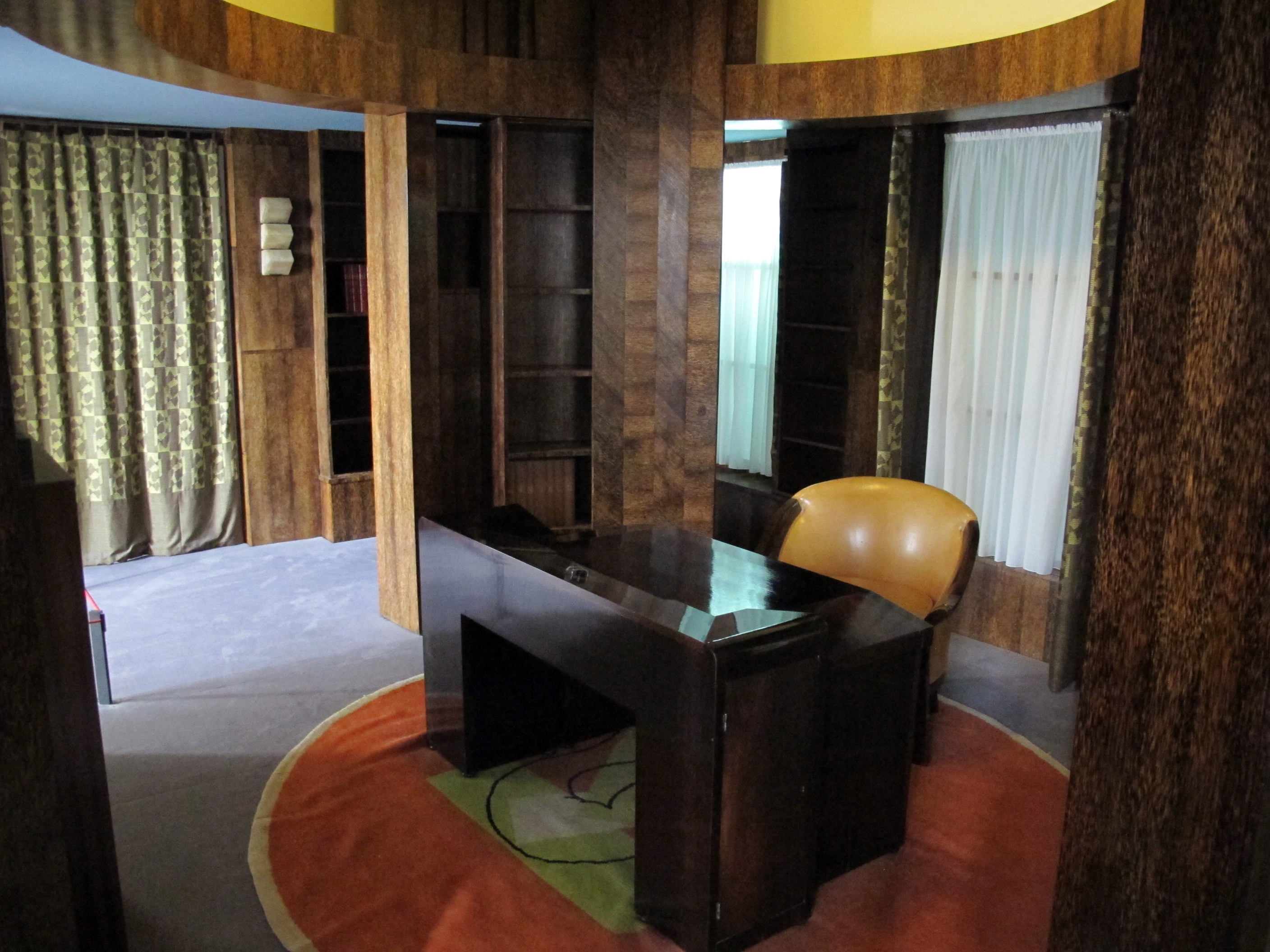
Bureau-bibliothèque von Pierre Chareau, Musée des Arts Décoratifs, Paris

Pierre Chareau (* 4. August 1883 in Bordeaux; † 24. August 1950 in East Hampton (New York)) war ein französischer Architekt, Innenarchitekt und Musiker.

## Leben
Pierre Chareau war 1928 Mitbegründer des Congrès International d’Architecture Moderne (CIAM) und 1930 mit Robert Mallet-Stevens und René Herbst Gründungsmitglied der Union des Artistes Modernes (UAM) und Mitglied des Comité de Patronage de L’Architecture d’Aujourd’hui. Er war einer der Protagonisten der „nützlichen Formen“ im Alltagsdekor.
Er studierte an der École nationale supérieure des beaux-arts de Paris (ENSBA) in Paris nachdem im April 1900  seine Aufnahme an die Sektion Architektur der Schule abgelehnt worden war. Von 1903 bis 1914 arbeitete er als Zeichner in der Pariser Filiale der englischen Möbel- und Dekorations-Firma Warring & Gillow. 1904 heiratete er die Engländerin Louise Dyte. Im Jahre 1919 eröffnete er „La boutique“ in Paris, Rue du Cherche-Midi und gründete seine eigene Firma in Paris in der Rue Nollet 54. Mit dem niederländischen Architekten Bernard Bijvoet und dem Kunstschmied Louis Dalbet arbeitete er zusammen und von 1935 bis 39 war er Geschäftspartner von Louis Moret. 1939 wanderte er in die USA und lebte dort bis zu seinem Tod in East Hampton.

## Grundzüge seines Schaffens
Durch die regelmäßige Teilnahme am Salon des Artistes décorateurs und Salon d’Automne wurde Chareau als Designer und Raumausstatter bekannt. Mit seinen Möbelentwürfen unterschied er sich vom Art déco und entwickelt eine persönliche Formensprache. Seine zunächst klassischen, edelholzfurnierten Holzmöbel kombinierte er mit Schmiedeeisen. Durch die Zusammenarbeit mit Dalbet entwickelte er diese für eine industrielle Fertigung. 1925 zeigte er bei der Exposition internationale des Arts Décoratifs et industriels modernes in Paris sein „Bureau-bibl.“ zur Ausstattung einer französischen Botschaft. Um das Jahr 1927 gestaltete er für das Grand Hôtel Tours die Stehlampe Religieuse modele SN 31
Von 1941 bis 1945 unterstützte er die Aktivitäten von France for Ever, er wurde künstlerischer Berater des französischen Kulturattachés und Mitglied im Redaktionskomitee der Zeitschrift Possibilités.
Mit dem 1927 bis 1931 entworfenen Haus Maison de verre, das durch seine lichtdurchlässigen Fassaden und die freien Ebenen charakterisiert wird, gelang Chareau, zusammen mit Bernard Bijvoet, ein Hauptwerk der Architektur des 20. Jahrhunderts.

## Werke
- Golfclubhaus in Beauvallon, Côte d’Azur, Frankreich
- 1926 Villa Vent-d’Aval in Beauvallon, Côte d’Azur, Frankreich
- 1931 Maison de verre, Wohnhaus und Praxis von Dr. Jean Dalsace Paris 7e, 31, Rue Saint-Guillaume, Frankreich
- 1939 Einraumhaus in East Hampton, USA
- 1948 Atelierhaus für den Maler Robert Motherwell in East Hampton, New York State, USA.